# Hemma igen
Hemma igen (engelsk titel A Place to Call Home) är en australisk TV-serie, skapad av Bevan Lee. Serien hade premiär i Australien den 28 april 2013 på Seven Network och avslutades där den 21 oktober 2018. Den hade svensk premiär den 12 november 2018 på SVT. Första säsongen innehåller 13 avsnitt. Sammanlagt visades 67 avsnitt över sex säsonger. Serien sändes i repris i SVT från augusti 2025.

## Synopsis
Serien följer livet på herrgården Ash Park från mitten av 1950-talet. I centrum står den unga sjuksköterskan Sarah Adams som har varit utomlands i många år och som återvänt hem med motstridiga känslor. Andra världskriget ligger i historien, men kriget har ändrat många människors liv och gjort dem rotlösa. 

## Rollista (i urval)
- Marta Dusseldorp som Sarah Adams
- Noni Hazlehurst som Elizabeth Bligh
- Brett Climo som George Bligh
- Craig Hall som Jack Duncan
- David Berry som James Bligh
- Arianwen Parkes-Lockwood som Olivia Bligh
- Abby Earl som Anna Bligh
- Aldo Mignone som Gino Poletti
- Sara Wiseman som Carolyn Bligh
- Frankie J. Holden som Roy Briggs
- Jenni Baird som Regina Standish